# Yve Fehring

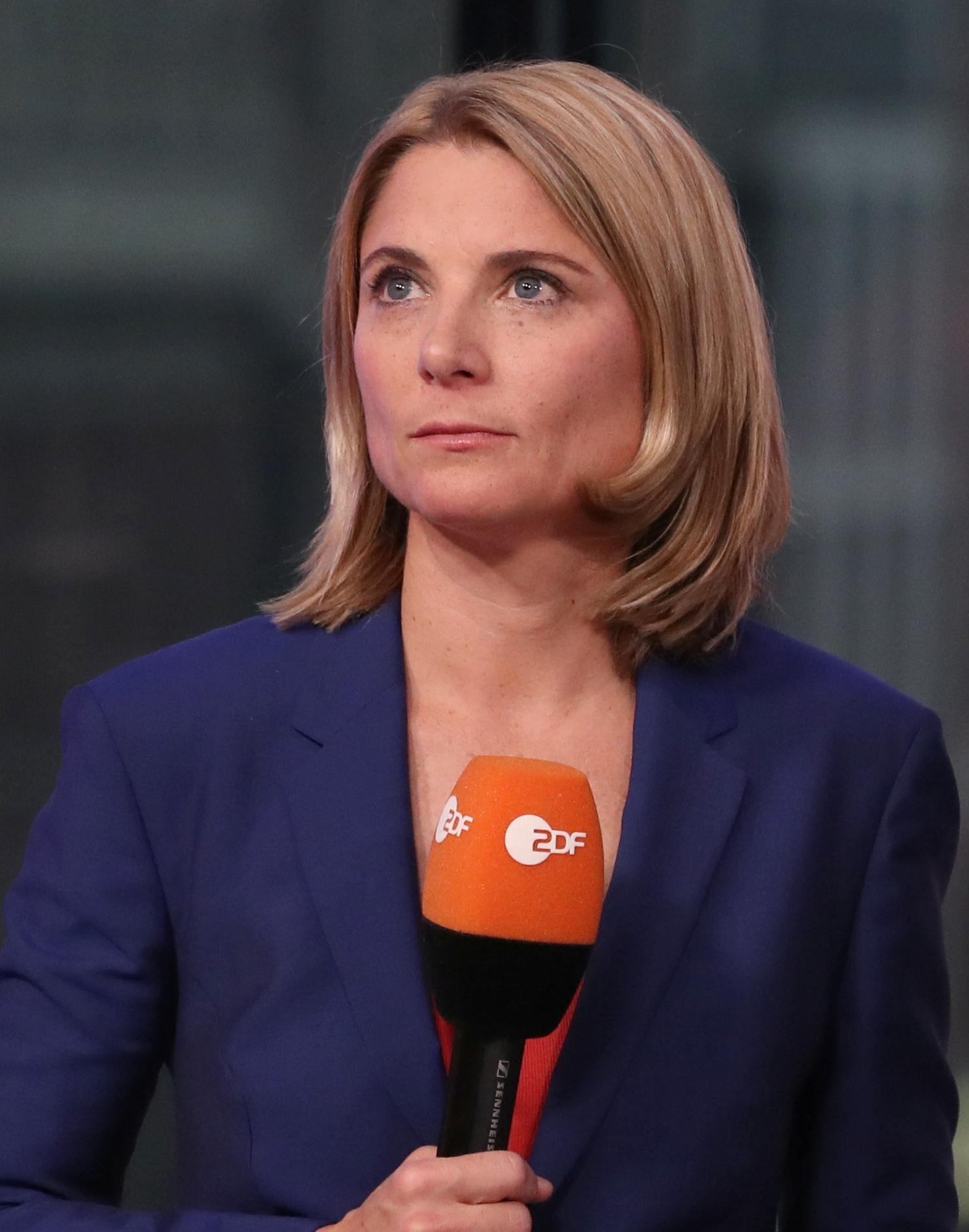
Yve Fehring (2019)

Yvonne „Yve“ Fehring (* 1973 in Bielefeld) ist eine deutsche Journalistin und Fernsehmoderatorin.

## Leben und Karriere
Fehring studierte nach dem Abitur 1993 Journalistik, Geschichte und Volkswirtschaftslehre an der Westfälischen Wilhelms-Universität in Münster. 1995 zog sie nach Hamburg, um dort den Universitätsabschluss zu machen. Während der Studienzeit machte sie erste praktische Erfahrungen im Journalismus-Bereich bei verschiedenen Sendern und während eines Auslandsaufenthalts in Washington, D.C. Hier war sie ein halbes Jahr im ZDF-Korrespondentenbüro aktiv.
Fehring arbeitet seit 1998 für das ZDF. Im gleichen Jahr stand sie zum ersten Mal für die ZDF-Kindernachrichtensendung logo! vor der Kamera. Innerhalb des Senders sammelte sie u. a. bei den Sendungen hallo deutschland und dem ZDF-Mittagsmagazin erste Magazinerfahrungen. Seit 2005 ist sie als Nachrichtenmoderatorin für die heute-Nachrichten am Sonntagvormittag und innerhalb des ZDF-Morgenmagazins tätig. Übernahm sie die Moderation zunächst sporadisch, war sie von Februar bis Dezember 2011 als regelmäßige Moderatorin der heute-Nachrichten zu diesen Sendezeiten zu sehen.
Im August 2005 übernahm Fehring die Moderation des 3sat-Computainment-Magazin neues. Hier präsentierte sie als Nachfolgerin für die damals in Elternzeit gegangene Anja Bergerhoff neueste Entwicklungen in den Bereichen Computer, Telefonie und Unterhaltungselektronik. 2008 erhielt die Sendung den Deutschen Fernsehpreis. Zum 10. Juli 2011 wurde neues eingestellt. Seit Oktober 2011 tritt sie vermehrt als Moderatorin im Wissenschaftsmagazin nano auf, welches sie schon seit 2009 vertretungsweise moderierte. Zwischenzeitlich war sie ebenfalls für die Sportberichterstattung innerhalb des Journal auf dem Fernsehsender der Deutschen Welle (DW-TV) zuständig. In dieser Zeit pendelte sie zwischen Wiesbaden und Berlin.
Neue Aufgaben im ZDF erhielt Fehring im Januar 2012. So präsentiert sie als neue Hauptmoderatorin – im wöchentlichen Wechsel zusammen mit Ralph Szepanski – die Nachrichtensendung heute – in Deutschland. Außerdem ist sie seit dem 7. Januar 2012 – neben Ralph Schumacher – neue Moderatorin des Länderspiegels.
2015 übernahm Fehring insgesamt sieben Mal die Moderation bei heute+.
Fehring ist mit dem ZDF-Sportjournalisten Manuel Bienefeld verheiratet und hat zwei Kinder.